# 592
| [ Edytuj tabelę ]          |                                          |
| Król Bernicji              | - 585 Hussa 592                          |
| Cesarz Bizancjum           | - 582 Maurycjusz 602                     |
| Cesarz Chin                | - 581 Sui Wendi 604                      |
| Król Essexu                | - 587 Sledda 604                         |
| Król Franków               | - 561 Guntram I 592 - 584 Chlotar II 629 |
| Król Franków w Austrazji   | - 570 Childebert II 595                  |
| Cesarz Japonii             | - 587 Sushun 592 - 592 Suiko 628         |
| Król Kentu                 | - 560 Ethelbert I 616                    |
| Patriarcha Konstantynopola | - 582 Jan IV Postnik 595                 |
| Władca Korei               | - 590 Yŏngyang 618                       |
| Król Longobardów           | - 590 Agilulf 616                        |
| Papież                     | - 590 Grzegorz I 604                     |
| Król Persji                | - 590 Chosrow II Parwiz 628              |
| Król Wessexu               | - 560 Ceawlin 592                        |
| Król Wizygotów             | - 586 Rekkared I 601                     |

Rok 592 / DXCII
stulecia: V wiek ~
VI wiek ~
VII wiek

lata: 582 «
587 «
588 «
589 «
590 «
591 «
592
» 593
» 594
» 595
» 596
» 597
» 602

## Wydarzenia
- Europa
  - wschodniorzymski cesarz Maurycjusz utworzył Egzarchat Rawenny

## Zmarli
- Sylwia – matka papieża Grzegorza I, święta (ur. ok. 520)